# هاياتو ساكوراي
هاياتو ساكوراي (باليابانية: 桜井 速人؛ مواليد 24 أغسطس 1975) هو مُقاتل فنون قتالية مختلطة ياباني.

## وصلات خارجية
- هاياتو ساكوراي على موقع يو إف سي (الإنجليزية)
- هاياتو ساكوراي على موقع شيردوغ (الإنجليزية)
- هاياتو ساكوراي على موقع قاعدة بيانات المصارعة على الإنترنت (الإنجليزية)
- هاياتو ساكوراي على موقع IMDb (الإنجليزية)
- هاياتو ساكوراي على موقع قاعدة بيانات الفيلم (الإنجليزية)